# Aragoa
Aragoa je biljni rod iz porodice trpučevki, dio tribusa Plantagineae. Sastoji se od 19 južnoamderičkih vrsta polugrmova, rjeđe grmova i drveća (Aragoa lucidula) iz Kolumbije i Venezuele. Šest vrsta je ugroženo,  od čega 3 kritično.

## Opis
Rod je opisan u Nov. Gen. Sp. (quarto ed.), 1819.

## Vrste
1. Aragoa abietina Kunth
2. Aragoa abscondita Fern.Alonso
3. Aragoa castroviejoi Fern.Alonso
4. Aragoa cleefii Fern.Alonso
5. Aragoa corrugatifolia Fern.Alonso
6. Aragoa cundinamarcensis Fern.Alonso
7. Aragoa cupressina Kunth; ugrožena. tipična vrsta
8. Aragoa dugandii Romero; ugrožena
9. Aragoa funckii Fern.Alonso
10. Aragoa hammenii Fern.Alonso; kritično ugrožena
11. Aragoa kogiorum Romero
12. Aragoa lucidula S.F.Blake
13. Aragoa lycopodioides Benth. ex Oliv.
14. Aragoa occidentalis Pennell
15. Aragoa parviflora Fern.Alonso & Castrov.; kritično ugrožena
16. Aragoa perez-arbelaeziana Romero; ugrožena
17. Aragoa picachensis Fern.Alonso; kritično ugrožena
18. Aragoa romeroi Fern.Alonso
19. Aragoa tamana Fern.Alonso
20. Aragoa ×chingacensis Fern.Alonso
21. Aragoa ×diazii Fern.Alonso
22. Aragoa ×funzana Fern.Alonso
23. Aragoa ×jaramilloi Fern.Alonso